# Lycodapus psarostomatus
Lycodapus psarostomatus és una espècie de peix de la família dels zoàrcids i de l'ordre dels perciformes.

## Morfologia
- Els mascles poden assolir 13,4 cm de longitud total.[4][5]

## Hàbitat
És un peix marí i d'aigües profundes que viu entre 0-590 m de fondària.

## Distribució geogràfica
Es troba des del Mar de Bering fins a la Badia de Monterrey (Califòrnia, Estats Units).

## Observacions
És inofensiu per als humans.